# Ėkityki
Il Ėkityki (in russo Экитыки?) è un fiume dell'Estremo Oriente russo]. Scorre nel rajon Iul'tinskij del Circondario autonomo della Čukotka. È il maggior affluente del fiume Amguėma.
Ha origine dalle pendici orientali del monte Konus della catena dell'Ėkityk, lungo i cui speroni latitudinali meridionali scorre fino a sfociare nel lago Ėkityki. In questa parte ha un pronunciato carattere montuoso: con rapide e una corrente veloce. Uscendo dal lago, il fiume entra in una pianura paludosa e, spezzandosi in due rami, sfocia nell'Amguėma da sinistra a 130 km dalla foce. La sua lunghezza è di 160 km, l'area del bacino è di 10 300 km². Il suo maggior affluente (da sinistra) è il Čantal'vėgyrgyn.
Gli inverni in questa zona sono lunghi e rigidi, quindi la superficie del fiume rimane ghiacciata per otto mesi all'anno. Il ghiaccio alto fino a due metri persiste per tutta l'estate.